# Forsby, Helsingfors
Forsby (finska: Koskela) är en stadsdel i Helsingfors stad och en del av Gammelstadens distrikt. 
Forsby kan delas in två områden; det nordliga området med egnahemshus och det sydliga med höghusbebyggelse. På området finns bland annat Forsby sjukhus, medan Forsby spårvagnsdepå inte ligger i Forsby - men nog nära - namnet till trots. Höghusområdet består bland annat av bostäder för anställda vid stadens trafikverk HST, studentbostäder, åldringsbostäder och stadens hyresbostäder. Området har piffats upp under 1990-talet. I en undersökning om medelinkomsterna 2006 var Forsby på plats nr 70 av 77 bland Helsingfors stadsdelar. 

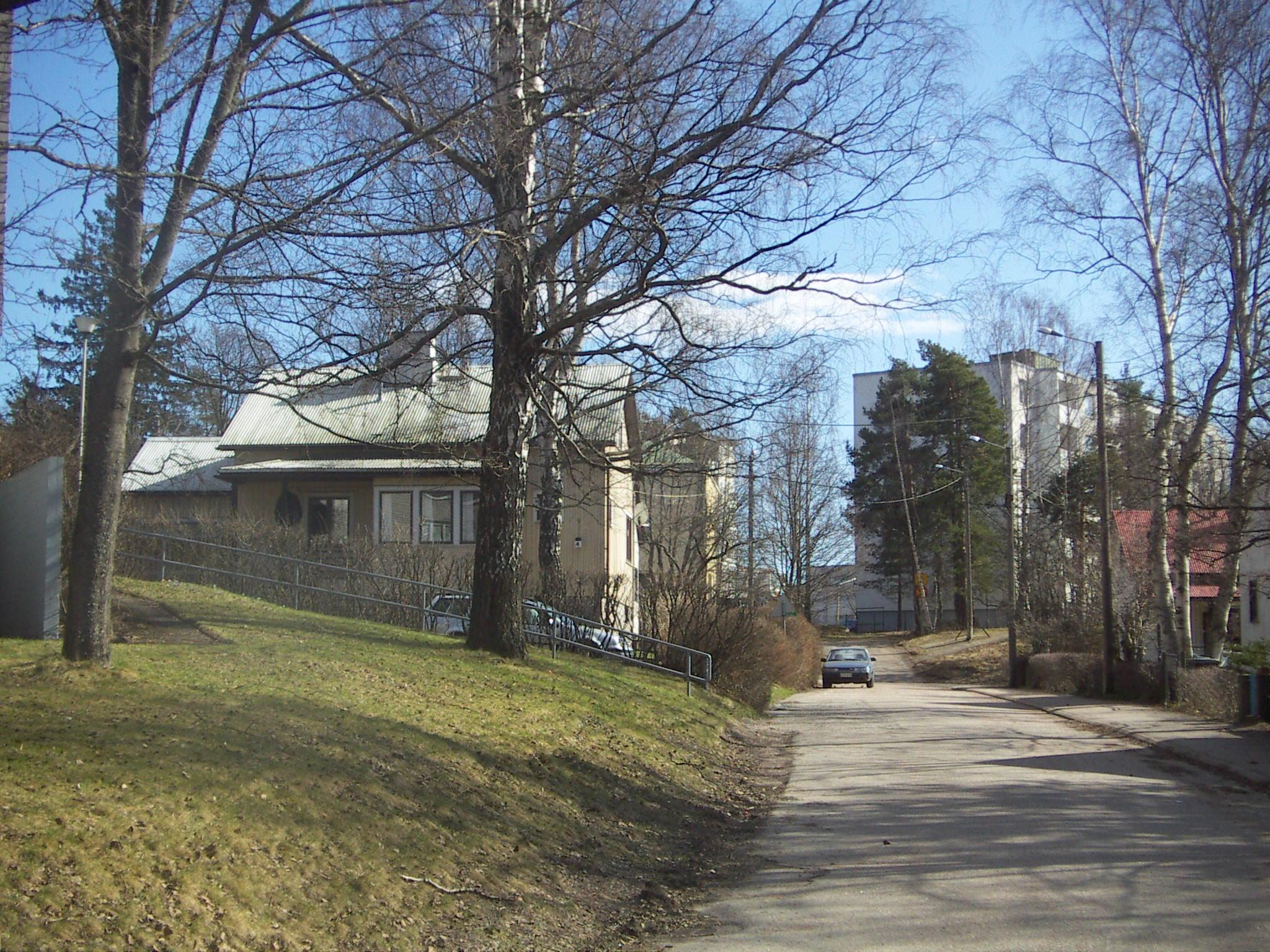
Egnahemshus i Forsby
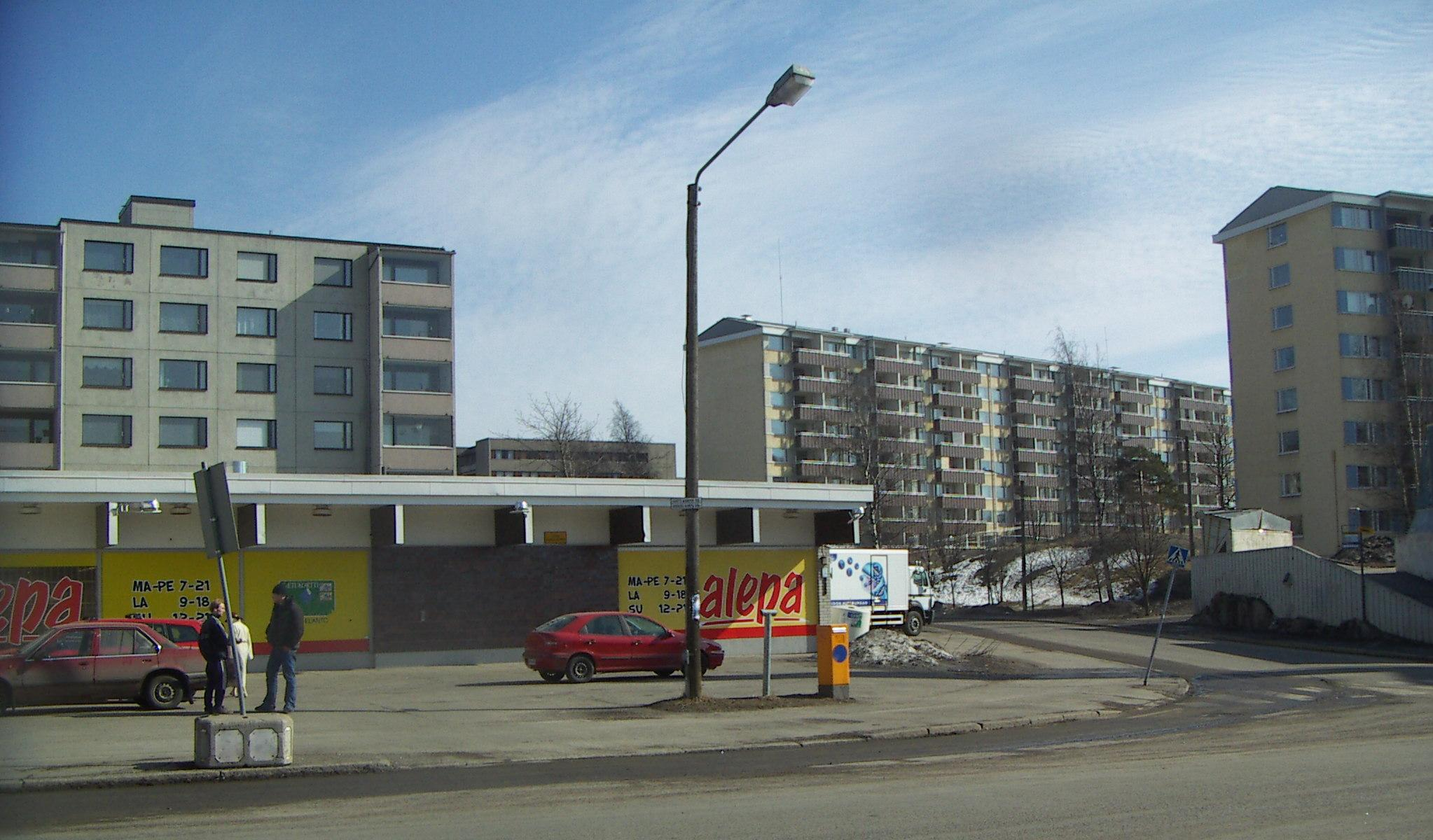
Anders Korps väg i Forsby
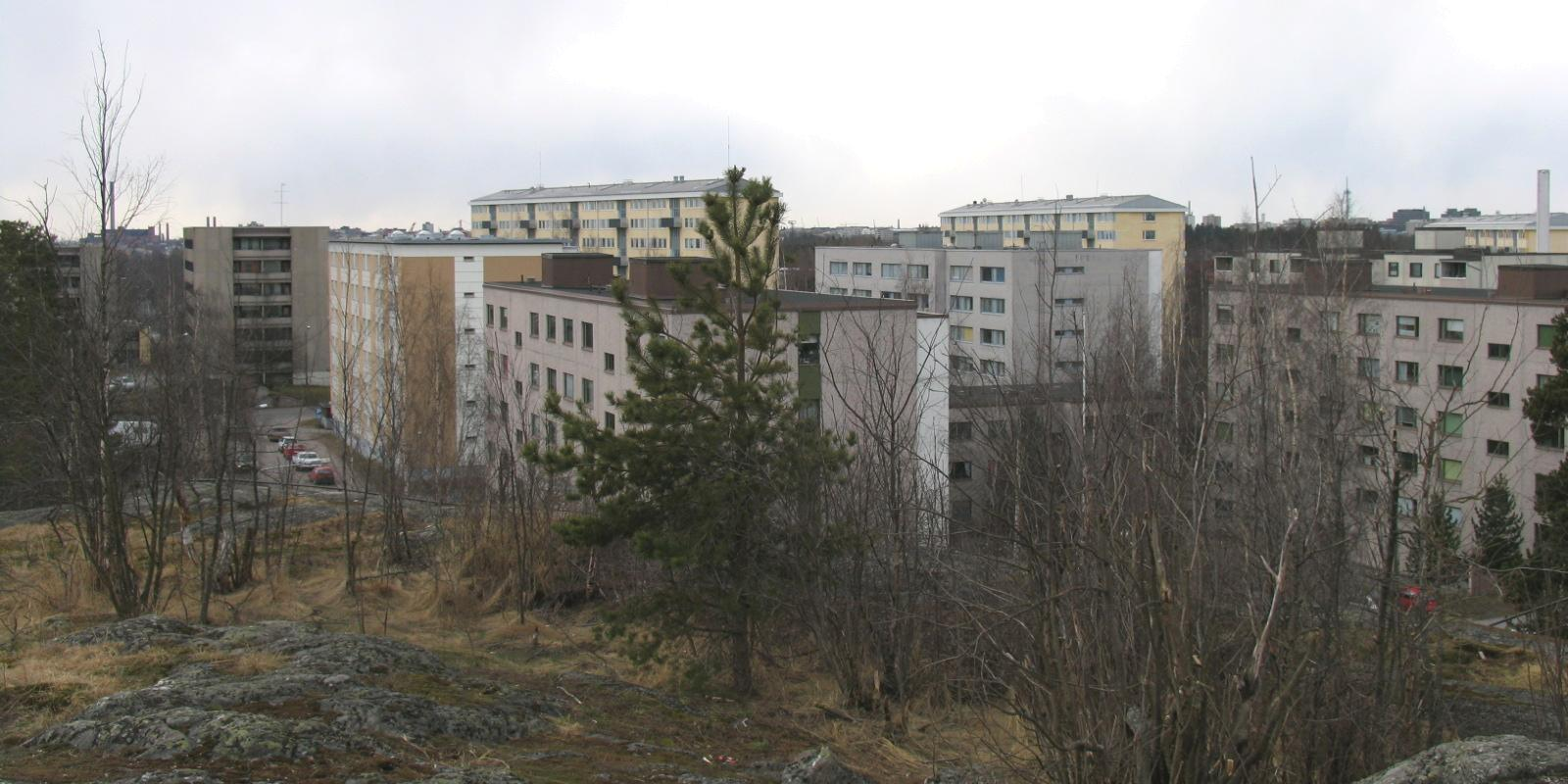
Forsby från nordost